# Cratere Winnemucca
Winnemucca  è un cratere sulla superficie di Venere. Deve il proprio nome a Sarah Winnemucca (nome indigeno Thocmentony), interprete e attivista paiute del XIX secolo.